# Giustino Renato Orsini
Giustino Renato Orsini (Morbegno, 17 giugno 1883 – Milano, 3 gennaio 1964) è stato un umanista e storico italiano.

## Biografia
Orsini nacque da una nobile famiglia originaria di Sondrio. Nel 1906 si laureò a Roma in Lettere e studiò successivamente Filosofia a Bologna. Scrisse un'importante opera su I Filosofi Cinici, pubblicato a Torino da Loescher-Chiantore; inoltre curò l'edizione di dialoghi pseudoplatonici quale il Minosse e l'Ippia Minore. Orsini insegnò lingue classiche e si dedicò parallelamente alla storia delle zone lariana e valtellinese, pubblicando anche varie opere tra cui la principale fu la Storia di Morbegno (Giuffrè, 1959); scrisse diverse monografie sulle più antiche e illustri famiglie della aristocrazia locale, fra cui i Vicedomini, i Malacrida, i Parravicini ed i Castelli di Sannazzaro, attingendo agli archivi gentilizi pervenuti per matrimonio alla famiglia Orsini e attualmente depositati presso la Biblioteca Civica "Pio Rajna" di Sondrio (Fondo Giustino Renato Orsini).
| Controllo di autorità | VIAF (EN) 251058692 · ISNI (EN) 0000 0000 1500 2675 · SBN SBLV240459 · BAV 495/221782 · GND (DE) 127233512 · BNF (FR) cb166067608 (data) |